# 湯頓
湯頓（英語：Taunton）是英國的一座城市，位於薩默塞特郡。包含郊區在內，2001年湯頓人口估計有61,400人，是薩默塞特郡最大的都市。湯頓有超過1000年的歷史。目前正進行重建項目。湯頓的交通發達，這也支持了其經濟和商業中心的地位。在鐵器時代這裡就有人生活。

## 友好城市
- 法國 利雪

## 外部連結
- Taunton Deane tourist information （页面存档备份，存于）
- 中的“Taunton”
- Social, economic and political data on Taunton from the Vision of Britain website （页面存档备份，存于）